# Jack Laugher
Jack David Laugher (Harrogate, 30 gennaio 1995) è un tuffatore britannico.
Ha vinto quattro medaglie olimpiche: due ai Giochi olimpici di Rio de Janeiro 2016, ovvero l'argento individuale nel trampolino 3 metri e la medaglia d'oro nel sincro 3 metri assieme a Chris Mears; un'altra nei Giochi Olimpici di Tokyo 2020, dove ha conquistato il bronzo individuale nel trampolino 3 metri; la quarta alle Olimpiadi di Parigi 2024, dove vince il bronzo nel sincro 3 metri.

## Biografia
Nel 2009, all'età di quattordici anni, si è rotto un braccio in un allenamento al trampolino. È stato sottoposto ad un intervento chirurgico che ha comportato l'inserimento di una placca metallica per tenere unito l'omero. Nonostante l'infortunio nel 2010 ha avuto un'ottima stagione vincendo l'oro nel trampolino 1 metro e 3 metri sia agli European Junior Championships sia ai World Junior Championships.
Ha partecipato ai Campionati mondiali di nuoto di Kazan' 2015 gareggiando nei concorsi dei tuffi dal trampolino 3 metri individuale e sincro. In entrambe le competizioni ha vinto la medaglia di bronzo.
Agli europei Londra 2016 si è laureato campione nel sincro 3 m insieme a Christopher Mears.
Ai Giochi olimpici di Rio de Janeiro 2016 ha vinto la medaglia d'oro nel trampolino 3 metri sincro, concorrendo con Christopher Mears, e quella d'argento nel sincro 3 metri, dove ha terminato la gara alle spalle del cinese Cao Yuan.
Agli europei di nuoto di Glasgow 2018 ha vinto la medaglia d'oro nel trampolino 1 metro, precedendo l'italiano Giovanni Tocci ed il connazionale James Heatly, e nel trampolino 3 metri, superando in finale i russi Il'ja Zacharov e Evgenij Kuznecov. Nel trampolino 3 metri sincro, in coppia con Christopher Mears, ha vinto l'argento con il punteggio di 430.62, chiudendo alle spalle del duo russo Zacharov-Kuzencov che ha ottenuto solo 54 centesimi di punto in più. Il terzo oro nella competizione europea è sfuggito a causa di un errore all'ultimo tuffo, dopo un europeo ad altissimi livelli.
Nel 2018 viene nominato miglior atleta britannico dell'anno dalla Federazione britannica del nuoto.
Nel 2019, partecipa ai mondiali di Gwangju: vince l'argento nel sincro 3m assieme a Daniel Goodfellow, concludendo la gara con 415.02 punti. Nell'individuale, Laugher conduce la gara fino all'ultimo tuffo, accumulando un vantaggio di 31,10 punti sul secondo; tuttavia, nell'ultimo tuffo, il britannico ottiene soltanto 30,60 punti, compromettendo la sua prima posizione e terminando l'evento con la vittoria della medaglia di bronzo.
Nel 2021, Jack vince l'argento individuale nel trampolino 1m all'europeo di Budapest, terminando alle spalle di Patrick Hausding; delude le aspettative nel trampolino 3m, dove arriva solamente 6° in finale. 
Ai Giochi olimpici di Tokyo 2020, il britannico gareggia nell'individuale 3m e nel sincro 3m. In coppia con Daniel Goodfellow, non riesce a difendere l'oro di Rio 2016, chiudendo la gara al 7º posto con un solo tuffo oltre i 70 punti; nella gara individuale del trampolino 3m, invece, vince la medaglia di bronzo, finendo alle spalle dei due cinesi Xie e Wang. Nel 2024 invece vince il bronzo nel sincro 3 metri alle Olimpiadi di Parigi in coppia con Anthony Harding.

## Palmarès
- Giochi olimpici

Rio de Janeiro 2016: oro nel sincro 3m e argento nel trampolino 3m.
Tokyo 2020: bronzo nel trampolino 3m.
Parigi 2024: bronzo nel sincro 3m.
- Mondiali

Kazan 2015: bronzo nel trampolino 3m e nel sincro 3m.
Gwangju 2019: argento nel sincro 3m, bronzo nel trampolino 3m.
Budapest 2022: argento nel trampolino 1m e nel sincro 3m, bronzo nel trampolino 3m.
Fukuoka 2023: argento nel sincro 3m.
Singapore 2025: bronzo nel sincro 3m.
- Europei di nuoto/tuffi

Londra 2016: oro nel sincro 3m e argento nel trampolino 3m.
Glasgow 2018: oro nel trampolino 1m e nel trampolino 3m, argento nel sincro 3m.
Budapest 2020: argento nel trampolino 1m.
Roma 2022: oro nel trampolino 1m e nel sincro 3m.
- Giochi del Commonwealth

Glasgow 2014: oro nel trampolino 1m e nel sincro 3m, argento nel trampolino 3m.
Gold Coast 2018: oro nel trampolino 1m, nel trampolino 3m e nel sincro 3m.
Birmingham 2022: oro nel trampolino 1m e nel sincro 3m, bronzo nel trampolino 3m.
- Vincitore della Coppa del Mondo del sincro 3m nel 2021

## Riconoscimenti
- Miglior atleta britannico dell'anno: 2018.
- LEN Award: 2016, 2018, 2022